# Curimãs
Curimãs é uma pequena localidade situada no litoral do estado do Ceará, Brasil, pertencente ao distrito de Flecheiras, no município de Trairi.  A localidade encontra-se entre a vila de Guajiru e o Rio Trairi. 

## História
Sítios arquelógicos na área indicam presença humana desde pelo menos 3460 BP. Curimãs surgiu como aldeia do povo Tremembé no século XVII.

## Geografia
Curimãs está inserida em uma região de dunas móveis e fixas, característica do litoral cearense.
A vegetação ao redor de Curimãs é típica de áreas de transição entre restinga e caatinga, e o clima predominante é tropical semiárido, com períodos de chuvas concentrados nos primeiros meses do ano.

## Infraestrutura
Curimãs não conta com estradas pavimentadas. A comunidade é conectada por uma estrada de terra que a liga à localidade de Cana Brava, onde termina a Estrada Cana Brava, proporcionando acesso à sede do município e a outras localidades próximas.
Em 2021, foi concluída a construção da primeira estrada (de terra) que conecta Curimãs diretamente à praia de Guajiru, fortalecendo os laços históricos, culturais e econômicos entre as duas comunidades.